# George Bruce de Carnock
Sir George Bruce of Carnock (1568-1625) était un marchand et ingénieur écossais, qui a innové dans les techniques minières en introduisant l'exploitation sous-marine, en perfectionnant le drainage grâce à de nouvelles technologies.
Il avait installé une île artificielle sur l'embouchure de la rivière, permettant d'accéder au gisement sous-marin et l'un des trois puits, le plus exposé au ruissellement, était drainé par un système actionné par une roue hydraulique, ce qui permettait de creuser la terre jusqu'à une profondeur d'une quinzaine de mètres.
Ces innovations lui ont valu la visite de Jacques Ier, que George Bruce avait invité à visiter ces mines de la région du Firth of Forth, le roi craignant qu'il ne s'agisse d'une affaire de haute-trahison car il s'était retrouvé à l'extrémité d'un tunnel entouré par les flots.
Son cousin Alexander Colville, chanoine de l'abbaye du même nom à partir de 1575, l'avait chargé d'exploiter et rentabiliser le gisement de charbon, qui servait à raffiner le sel, dont il était aussi un marchand.
De 1597 à 1611, il a fait bâtir un manoir à Culross, en utilisant des matériaux achetés à l'étranger, devenu célèbre sous le nom de Culross Palace et richement décoré. Lui et son fils Alexandre Bruce reçurent des terres en Irlande en 1613, à l'époque des très contestées plantations en Irlande et son petit-fils fut fait comte de Kincardine.